# Atehuac
Atehuac är en ort i Mexiko.   Den ligger i kommunen Tamazunchale och delstaten San Luis Potosí, i den sydöstra delen av landet, 200 km norr om huvudstaden Mexico City. Atehuac ligger 189 meter över havet och antalet invånare är 334.
Terrängen runt Atehuac är huvudsakligen kuperad. Atehuac ligger nere i en dal. Runt Atehuac är det ganska tätbefolkat, med 56 invånare per kvadratkilometer. Närmaste större samhälle är Tamazunchale, 8,0 km norr om Atehuac. I omgivningarna runt Atehuac växer huvudsakligen savannskog.